# Math the Band
Math the Band est un groupe américain de chiptune, originaire de Providence, Rhode Island,. 

## Histoire
À l'origine, il s'agit d'abord d'un projet solo de Steinhauser, le style du groupe est parfois appelé Nintendocore. Le groupe compte plus de 1 000 concerts donnés à travers les États-Unis, le Mexique, le Canada et le Royaume-Uni, tournant avec des groupes, des artistes et des rappeurs tels que Andrew W.K., Japanther, Wheatus, MC Frontalot, Horse the Band MC Chris, Peelander-Z, Anamanaguchi et MC Lars. Math the Band est présenté dans plusieurs magazines tels que Venus Zine et Keyboard Magazine, et est également présenté sur NPR Music. Cependant, avec des membres du groupe répartis à travers les États-Unis, Math the Band est basé à Providence, Rhode Island et fait partie de l'AS220, de Providence et s'y produit à plusieurs reprises.

## Discographie partielle

### Albums studio
- 2002 : Robots Will Rise
- 2003 : Eep! An EP!
- 2003 : The Lost Levels
- 2004 : A One Man Band For Single-Celled Organisms
- 2005 : Math the Band and the Secret of Mystery Island
- 2005 : Imaginary Everything
- 2006 : Greatest Hits
- 2006 : All Good Things, All in Good Time
- 2008 : Math the Band Banned the Math
- 2009 : Don't Worry
- 2012 : Get Real
- 2012 : No Thing
- 2014 : Stupid and Weird
- 2015 : Math the Band the Band the Album
- 2020 : Flange Factory Five